# آگوست توپلر
آگوست توپلر (آلمانی: August Joseph Ignaz Toepler؛ زاده ۷ سپتامبر ۱۸۳۶ درگذشته ۶ مارس ۱۹۱۲) یک فیزیک‌دان اهل آلمان بود.